# ワジ (ウクフ郡)
ワジ（Łazy）は、ポーランド東部ルブリン県ウクフ郡の行政区域グミナ・ウクフにある村である。ウクフから東に約3km、県都ルブリンから北に75kmに位置する。人口は約1,030人。
ピアニストで作曲家のヘンリク・パフルスキの出身地である。また同じくこの村の出身で彼の兄であるヴワディスワフ・パフルスキはピョートル・チャイコフスキーのパトロンだったナジェジダ・フォン・メックの女婿となった音楽家で、チャイコフスキーとフォン・メックが絶縁に至った際に重要な役割を果たした人物である。